# 高崎正秀
高崎 正秀（たかさき まさひで、1901年10月16日 - 1982年3月2日）は、富山県生まれの国文学者、万葉学者、歌人。國學院大學名誉教授。國學院大學栃木短期大学名誉学長。文学博士。
折口信夫に師事（著書『折口学への招待』（桜楓社）がある）、折口信夫の五博士のうちの一人である。著作は『高崎正秀著作集』（桜楓社、全8巻、1971年）にまとめられている。

## 略歴
- 明治34年（1901年） 富山県上新川郡太田村（現・富山市）に生まれる。
- 大正8年（1919年） 富山県立富山中学校（現・富山県立富山高等学校）卒業。
- 大正14年（1925年） 國學院大學国文科卒業。
- 昭和21年（1946年） 國學院大學教授。
- 昭和25年（1950年） 「日本書紀神代巻宝剣出現之章の研究」により文学博士。
- 昭和34年（1959年） 新年歌御会始に陪席。
- 昭和41年（1966年） 國學院大學栃木短期大学教授。
- 昭和44年（1969年） 國學院大學栃木短期大学学長。
- 昭和47年（1972年） 正月の宮中歌御会始の儀にて召人を務める。
- 昭和48年（1973年） 勲三等瑞宝章。
- 昭和53年（1978年） 國學院大學名誉教授。
- 昭和54年（1979年） 國學院大學栃木短期大学名誉学長。
- 昭和57年（1982年） 老衰並びに心不全で永眠[1][2]。

## エピソード
- 出生日時は、戸籍では10月19日であるが、本当は16日である。
- 勉強する学生には懇切丁寧であるが、不勉強な学生には厳しかった。
- 酒豪であった。晩酌は毎日三合飲んだ。著書に『酒徒随縁』がある。
- 卒業論文は「唱導文芸の発生と巫祝の生活」で、主査は折口信夫、副査は高野辰之。博士論文は「日本書紀神代巻宝剣出現之章の研究」で、主査は折口信夫、副査は武田祐吉。戦争の空襲で書物やカードを焼失したため、博士論文は、乏しい資料と記憶力で書いた。
- 建国記念日制定に功があった。昭和42年（1967年）、建国記念日審議会に参考人として招集され、民俗学上から建国記念日制定を訴えたことがある。後に神社本庁からは、記念日制定功労者として感謝状を贈られる。
- 昭和47年（1972年）の歌会始御題は「山」で、召人として「たたなはる 山青垣も かがよひて 今あらた代の 朝あけ来たる」を詠進した。
- 折口信夫を中心に雑誌『白鳥』を創刊し、その講演会として三矢重松の「源氏物語全講会」開設に尽力。さらに白鳥社主催の「万葉集三十回講座」を開設。この二つの公開講座が、現在の國學院大學公開古典講座につながっている。
- 県立富山中学校のころから作歌を始め、短歌を川出麻須美に学んだ。折口信夫から歌を求められ、「私のは自己流ですから」と言ったところ、折口信夫より「高崎、自己流というものがありますか。自己流でもそれを押し通せばそれが本流になります」と言われた。そのことをいつも肝に銘じていたという。
- 趣味娯楽というほどのものはないが、湯泉が好きで山形へよく行った。
- 越中おわら節が得意であった。
- 絶詠は「八十路迎へて感深し生き生きて何にかくも生き長へし」。
- 弟子筋の小林茂美・櫻井満・阿部正路の編さんで、昭和56年に『高崎正秀百首』が刊行された（櫻風社）。